# Jogireddyhalli, Gauribidanur
Jogireddyhalli là một làng thuộc tehsil Gauribidanur, huyện Chikkaballapur, bang Karnataka, Ấn Độ.